# Holdorf (Vechtai járás)
Holdorf település Németországban, azon belül Alsó-Szászország tartományban. Lakosainak száma 7584 fő (2023. december 31.). Holdorf Damme, Neuenkirchen-Vörden és Dinklage községekkel határos.

## Fekvése
Vechtától délnyugatra fekvő település.

## Története
A településen és környékén az itt végzett régészeti feltárások szerint már az újkőkorszak és a bronzkor idején is éltek emberek.
Holdorf nevét 1188 -ban Holthorpe néven említették először az írásos források. Holdorf keleti szélének "Am Lagerweg" új építési területén pedig az Oldenburg régióban eddig legnagyobb kora középkori települést fedezték fel.
A harmincéves háborút (1618-1648)  Holdorf is megszenvedte az itteni fosztogatások és pusztítások által.
Holdorf-ban 1736-ban épült az első templom. 1852 óta áll a mai Szent Péter és Pál katolikus templom.
A 19. században Holdorfot is elérte a drámai kivándorlási hullám az Egyesült Államokba. A város, amely ma már önálló, a század elején, elvesztette lakosainak több mint 33%-át.

## Galéria

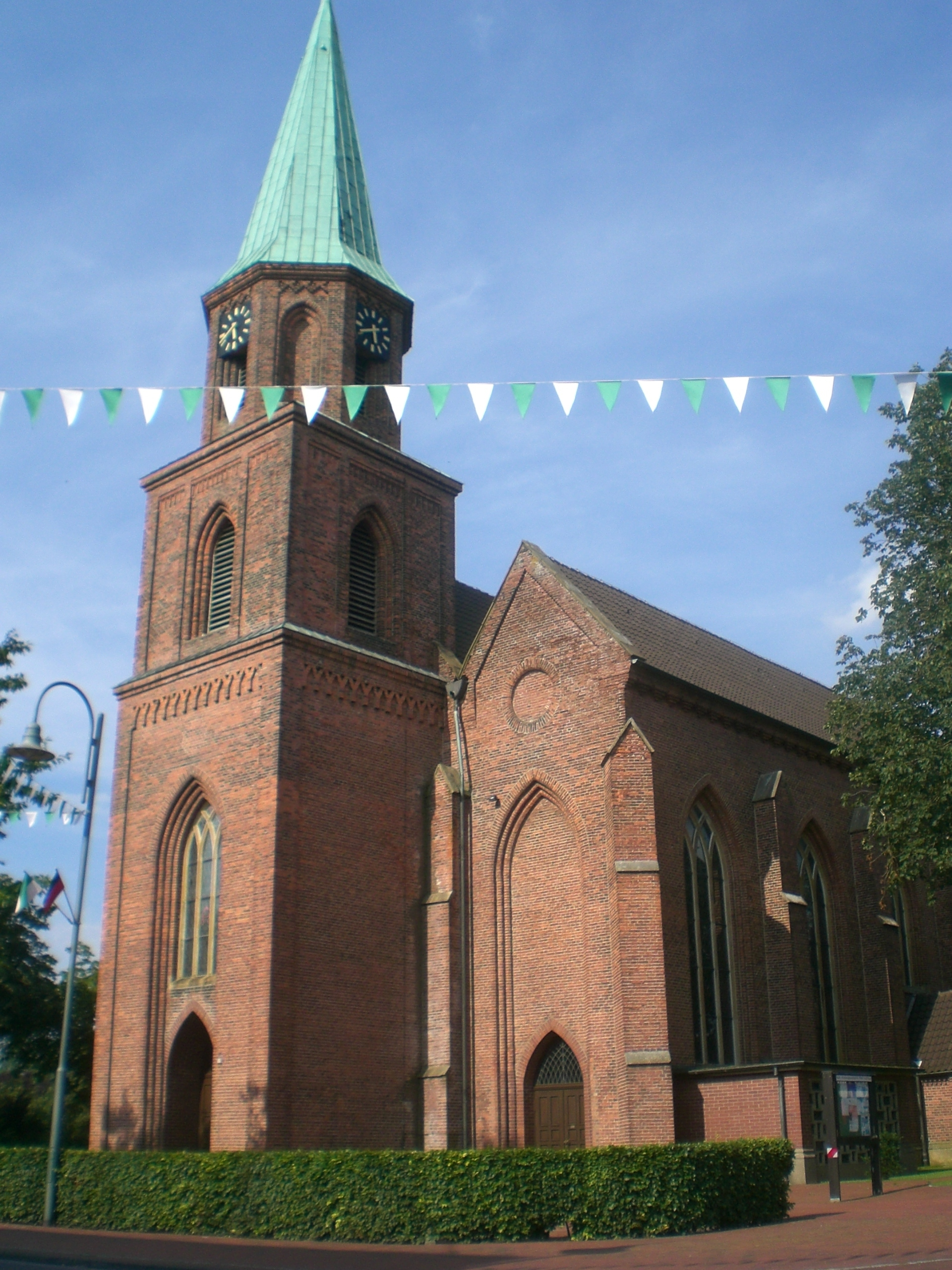
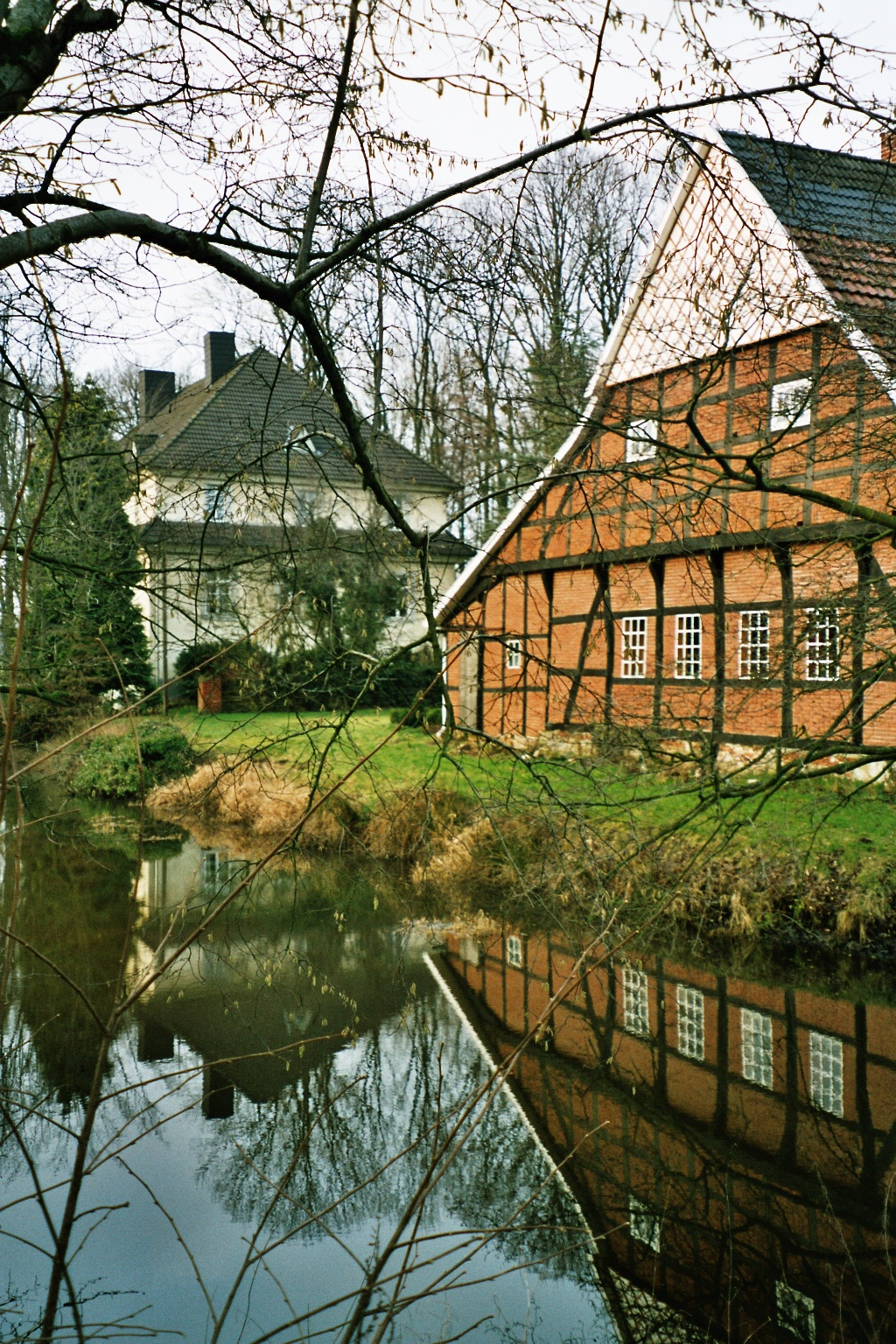
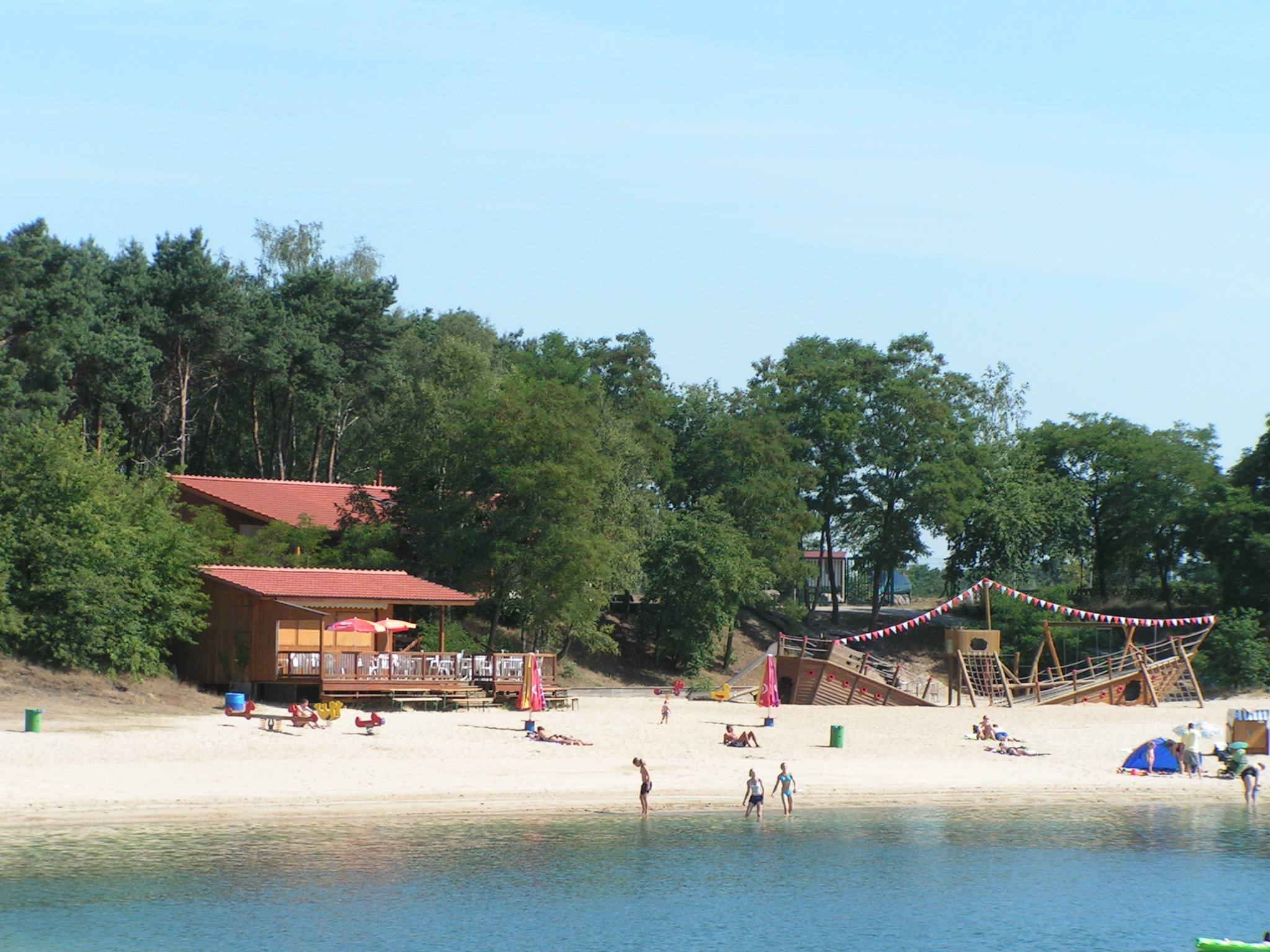
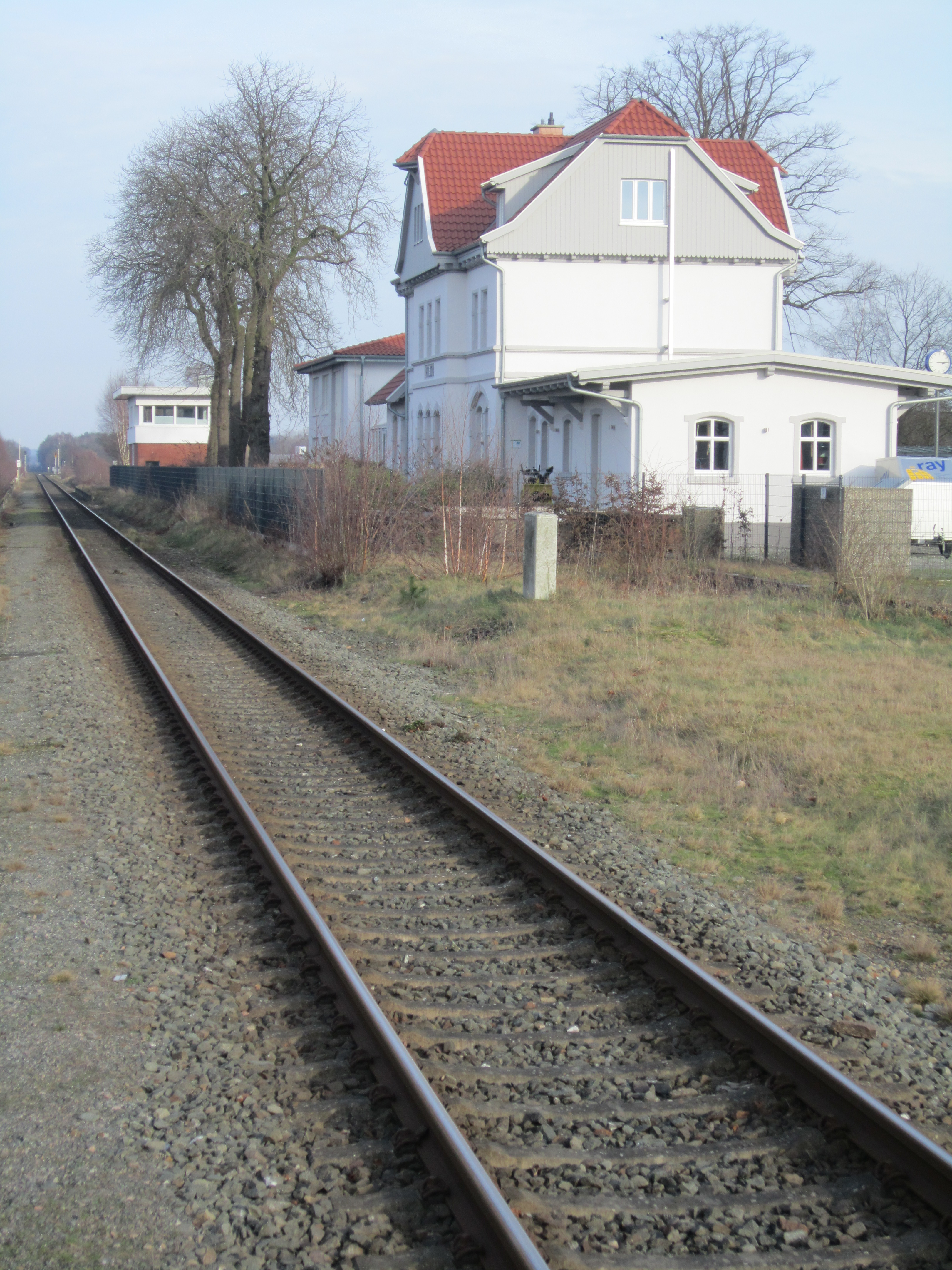
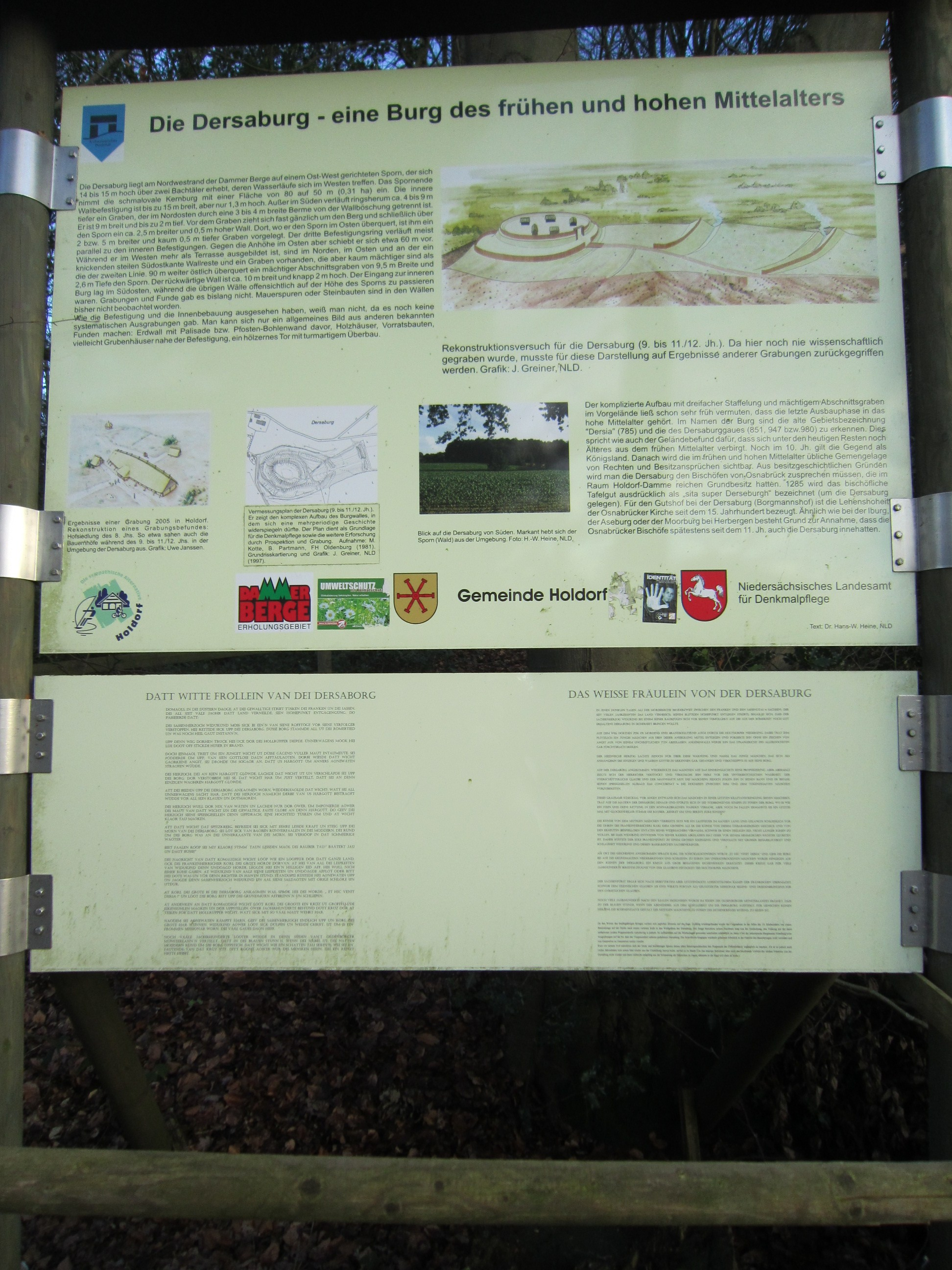

## Nevezetességek
- Szent Péter és Pál katolikus templom

## Népesség
A település népességének változása:
| Lakosok száma | 7053 | 7136 | 7305 | 7455 | 7547 | 7584 |
|               | 2016 | 2017 | 2019 | 2021 | 2022 | 2023 |